# Šahovska olimpijada 1928.
2. Šahovska olimpijada održana je 1928. u Nizozemskoj. Grad domaćin bio je Den Haag.

## Poredak osvajača odličja
| Mj. | Država   | Bodova | Igrači |
| --- | -------- | ------ | ------ |
| 1.  | Mađarska | 44,0   |        |
| 2.  | SAD      | 39,5   |        |
| 3.  | Poljska  | 37,0   |        |

| Pobjednici            |
| --------------------- |
| Mađarska Drugi naslov |